# Объединённые силы свободы
Объединенные силы свободы (тур. Birleşik Özgürlük Güçleri, BÖG) — объединённое эмигрантское ополчение нескольких революционо-социалистических (марксистских и анархистских) организаций из Турции, в первую очередь Революционной коммунарской партии (DKP), участвовавшее в конфликте в Рожаве (Западном Курдистане) во время гражданской войны в Сирии.
Вдохновлённое Интернациональными бригадами гражданской войны в Испании, ополчение было основано в декабре 2014 года в Кобани в де-факто автономном регионе Рожава на северо-востоке Сирии.
Ведущие турецкие ходжаистская Марксистско-ленинская коммунистическая партия и маоистские отряды TİKKO не присоединились к Объединённым силам свободы, но вместе с другими коммунистическими (в том числе анархо-коммунистическими) группами из Турции, Испании и Греции в июне 2015 года сформировали Международный батальон свободы.

## Участвующие группы

Флаг DKP

### Революционная коммунарская партия
Революционная коммунарская партия (Devrimci Komünarlar Partisi, сокращённо DKP) — революционная социалистическая организация из Турции. Основана в феврале 2016 года в результате слияния Пролетарской организации революционного освобождения (Proleter Devrimci Kurtuluş Örgütü, PDKÖ) и Революционной партии Турции (Türkiye Devrim Partisi, TDP). В 2017 году к ним присоединился Революционный штаб. В 2018 году DKP раскололась на две фракции, но обе продолжили сражаться против турецкого вторжения в Сирийский Курдистан в 2019 году. Партия является наиболее заметной группой, стоящей за BÖG, а также частью альянса «Народное объединённое революционное движение» вместе с РПК и девятью другими социалистическими (по преимуществу курдскими) группами в Турции. 

Флаг MLSPB-DC

### MLSPB-DC
Народно-освободительная партия-фронт Турции/Марксистско-ленинский корпус вооружённой пропаганды — Революционный фронт (Marksist Leninist Silahlı Propaganda Birliği-Devrim Cephesi, MLSPB-DC) — коммунистическая вооружённая группировка из Турции, откол от действовавшего с 1970-х леворадикального партизанского движения. Революционный штаб и MLSPB-DC создали батальон, названный в честь Альпера Чакаса — бойца MLSPB-DC, погибшего во время боев в Рожаве. Также входит в «Народное объединённое революционное движение».

### Социальное восстание

Один из флагов, используемых «Социальным восстанием». Группа также использует экоанархистский флаг зелёного и черного цветов.

«Социальное восстание» (Sosyal İsyan, сокращенно Sİ) — экоанархистская и платформистская группа из Турции. Основана в 2013 году в районе Тузлучайыр города Анкара. Члены группы ссылаются на влияние Альфредо М. Бонанно, Нестора Махно и Пьера-Жозефа Прудона.

### Отряды
- Женские силы свободы (Kadın Özgürlük Gücü)
- Devrimci Cephe
  - Devrimci Karargâh

- Aziz Güler Özgürlük Gücü Milis Örgütü[5]
- Kader Ortakaya Timi[5]
- Kızılbaş Timi[5]
- Mahir Arpaçay Devrimci Savaş Okulu[5]
- Necdet Adalı Müfrezesi[5]
- Spartaküs Timi[5]
- Şehit Bedreddin Taburu[5]
- Kader Ortakaya Timi[5]
- Emek ve Özgürlük Cephesi[6][7]

## Напряжённость с властями Турции

Флаг Женских сил свободы

21 сентября 2015 года командир BÖG Азиз Гюлер (псевдоним: Расих Куртулуш) был убит в результате взрыва мины во время боевых действий против ИГИЛ. Его тело было доставлено в больницу в Сере-Кание (Рас-эль-Айн) и затем на родину в Турцию. Однако турецкие власти воспротивились этому. Прежде чем обратиться в Европейский суд по правам человека, семья погибшего подала апелляцию в администрацию округа Суруч, которая отклонила их ходатайство из-за негласного распоряжения Совета министров, и в Конституционный суд Турции, который также отклонил их просьбы. Тело Гюлера удалось ввезти в Турцию только 59 дней спустя, похоронив в Стамбуле 22 ноября 2015 года.